# 20 kilomètres marche masculin aux championnats du monde d'athlétisme 1983
Navigation
Rome 1987
L'épreuve du 20 kilomètres marche masculin des championnats du monde d'athlétisme 1983 s'est déroulée le 7 août 1983 dans les rues d'Helsinki, en Finlande, avec une arrivée au Stade olympique. Elle est remportée par le Mexicain Ernesto Canto.

## Résultats
| Rang               | Athlète                 | Pays               | Temps           | Notes |
| ------------------ | ----------------------- | ------------------ | --------------- | ----- |
| Médaille d'or      | Ernesto Canto           | Mexique            | 1 h 20 min 49 s |       |
| Médaille d'argent  | Jozef Pribilinec        | Tchécoslovaquie    | 1 h 20 min 59 s |       |
| Médaille de bronze | Yevgeniy Yevsyukov      | Union soviétique   | 1 h 21 min 08 s |       |
| 4                  | José Marín              | Espagne            | 1 h 21 min 21 s |       |
| 5                  | Gérard Lelièvre         | France             | 1 h 21 min 37 s | NR    |
| 6                  | Pavol Blažek            | Tchécoslovaquie    | 1 h 21 min 54 s |       |
| 7                  | Maurizio Damilano       | Italie             | 1 h 21 min 57 s |       |
| 8                  | Guillaume Leblanc       | Canada             | 1 h 22 min 04 s | NR    |
| 9                  | Raúl González Rodríguez | Mexique            | 1 h 22 min 06 s |       |
| 10                 | Roland Wieser           | Allemagne de l'Est | 1 h 22 min 14 s |       |
| 11                 | Anatoliy Gorshkov       | Union soviétique   | 1 h 22 min 34 s |       |
| 12                 | Reima Salonen           | Finlande           | 1 h 22 min 51 s |       |
| 13                 | Pyotr Pochynchuk        | Union soviétique   | 1 h 24 min 55 s |       |
| 14                 | Ralf Kowalsky           | Allemagne de l'Est | 1 h 25 min 13 s |       |
| 15                 | Dave Smith              | Australie          | 1 h 25 min 23 s |       |
| 16                 | Enrique Vera            | Mexique            | 1 h 25 min 27 s |       |
| 17                 | Alik Basriev            | Bulgarie           | 1 h 25 min 49 s |       |
| 18                 | Carlo Mattioli          | Italie             | 1 h 25 min 53 s |       |
| 19                 | Jim Heiring             | États-Unis         | 1 h 25 min 55 s |       |
| 20                 | Marcel Jobin            | Canada             | 1 h 26 min 13 s |       |
| 21                 | Erling Andersen         | Norvège            | 1 h 26 min 39 s |       |
| 22                 | Michael Bonke           | Allemagne de l'Est | 1 h 26 min 57 s |       |
| 23                 | José Pinto              | Portugal           | 1 h 27 min 10 s |       |
| 24                 | Alessandro Pezzatini    | Italie             | 1 h 27 min 15 s |       |
| 25                 | Phil Vesty              | Royaume-Uni        | 1 h 27 min 20 s |       |
| 26                 | Martial Fesselier       | France             | 1 h 27 min 39 s |       |
| 27                 | Roman Mrázek            | Tchécoslovaquie    | 1 h 27 min 46 s |       |
| 28                 | Jordi Llopart           | Espagne            | 1 h 27 min 49 s |       |
| 29                 | Simon Baker             | Australie          | 1 h 28 min 09 s |       |
| 30                 | Willi Sawall            | Australie          | 1 h 28 min 16 s |       |
| 31                 | Per Rasmussen           | Suède              | 1 h 28 min 51 s |       |
| 32                 | Matti Katila            | Finlande           | 1 h 29 min 14 s |       |
| 33                 | Lars Ove Moen           | Norvège            | 1 h 29 min 16 s |       |
| 34                 | Francisco Botonero      | Espagne            | 1 h 29 min 42 s |       |
| 35                 | Abdelouaheb Ferguène    | Algérie            | 1 h 29 min 53 s |       |
| 36                 | Tim Lewis               | États-Unis         | 1 h 30 min 10 s |       |
| 37                 | Roger Mills             | Royaume-Uni        | 1 h 30 min 25 s |       |
| 38                 | Shemsu Hassan           | Éthiopie           | 1 h 30 min 36 s |       |
| 39                 | Kevin Taylor            | Nouvelle-Zélande   | 1 h 30 min 38 s |       |
| 40                 | Li Guangxing            | Chine              | 1 h 31 min 02 s |       |
| 41                 | Ian McCombie            | Royaume-Uni        | 1 h 31 min 14 s |       |
| 42                 | Ram Chand               | Inde               | 1 h 31 min 32 s |       |
| 43                 | Jiang Shaohong          | Chine              | 1 h 31 min 43 s |       |
| 44                 | Petri Makela            | Finlande           | 1 h 32 min 21 s |       |
| 45                 | Benamar Kachkouche      | Algérie            | 1 h 32 min 33 s |       |
| 46                 | Takehiro Sonohara       | Japon              | 1 h 33 min 45 s |       |
| 47                 | Sergio Gutierrez        | Costa Rica         | 1 h 33 min 59 s |       |
| 48                 | Joseph Martens          | Belgique           | 1 h 34 min 39 s |       |
| 49                 | Santiago Fonseca        | Honduras           | 1 h 35 min 07 s |       |
| 50                 | Shane Donelly           | Nouvelle-Zélande   | 1 h 35 min 21 s |       |
| 51                 | Osvaldo Morejon         | Bolivie            | 1 h 36 min 37 s |       |
| 52                 | Per Nielsen             | Danemark           | 1 h 38 min 52 s |       |
| 53                 | Stefano Casali          | Saint-Marin        | 1 h 39 min 41 s |       |
| 54                 | Nadarajan Rengasamy     | Singapour          | 1 h 51 min 35 s |       |
| 55                 | Uaongo Areai            | Îles Cook          | 2 h 05 min 13 s |       |
| —                  | Marco Evoniuk           | États-Unis         | DNF             |       |
| —                  | François Lapointe       | Canada             | DNF             |       |
| —                  | Keith Olsthoom          | Nouvelle-Zélande   | DNF             |       |
| —                  | Bo Gustafsson           | Suède              | DQ              |       |
| —                  | Burhan Vurgun           | Turquie            | DQ              |       |
| —                  | Jan Staaf               | Suède              | DNS             |       |
| —                  | Zhang Fuxin             | Chine              | DNS             |       |

## Légende
Records et Performances
- AR : Record continental (area record)
- CR : Record des championnats (championship record)
- MR : Record du meeting (meet record)
- NR : Record national (national record)
- OR : Record olympique (olympic record)
- PR : Record paralympique (paralympic record)
- PB : Record personnel (personal best)
- SB : Meilleure performance personnelle de la saison (season's best)
- WL : Meilleure performance mondiale de l'année (world leader)
- WJR : Record du monde junior (world junior record)
- WR : Record du monde (world record)

Circonstances et Conditions
- DNF : N'a pas terminé (did not finish)
- DNS : N'a pas pris le départ (did not start)
- DQ : Disqualification (disqualification)
- NM : Aucun essai valable enregistré (No Mark)
- Q : Qualifié « directement » au prochain tour (ou à la prochaine compétition), lors d'une compétition majeure, grâce au classement ou à la réalisation des minima (automatic qualifier)
- q : Qualifié au prochain tour (ou à la prochaine compétition), lors d'une compétition majeure, grâce au repêchage ou à la réalisation de l'une des meilleures performances parmi celles des « non qualifiés directement » (grâce au meilleur temps ou à la meilleure distance par exemple) (secondary qualifier)